# Stora Flytjärnen
Stora Flytjärnen är en sjö i Falu kommun i Dalarna och ingår i Gavleåns huvudavrinningsområde.